# Reuss-Köstritz

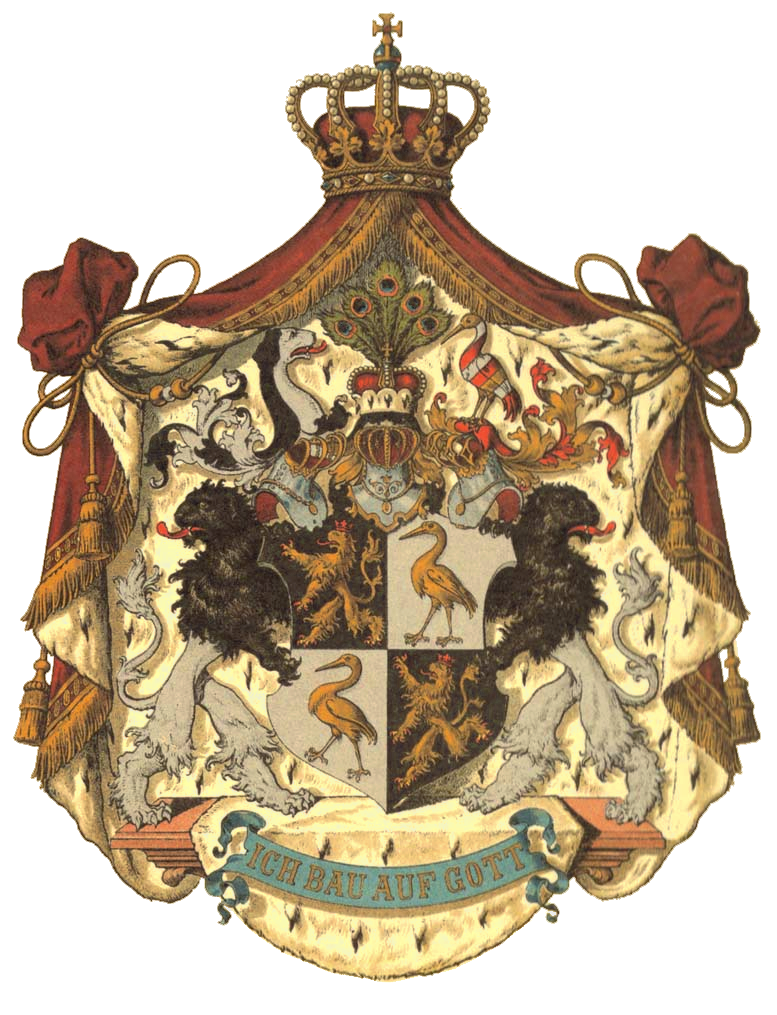
Escudo de armas de la rama menor de Reuss, usado por todas sus ramas, incluido Reuss-Köstritz

Reuss-Köstritz (en alemán: Reuß zu Köstritz) es el nombre de un paragium (término que significa dotación feudal en latín) y principado gobernado por los miembros de la Casa de Reuss. Esta rama existió desde 1692 hasta 1918 y su centro y sede era el Castillo de Bad Köstritz. En aras de la simplicidad, los propietarios y sus familiares, la llamada línea paragiada de los condes y príncipes de Reuss-Köstritz de la casa de Reuß, también reciben este nombre.
Esta línea lateral abolida proviene de la rama principal de Reuss-Gera o línea menor de Reuss, por lo que a veces también se puede encontrar el nombre general de Reuss Younger Line para sus miembros.
Después de que en 1927 el linaje más antiguo de Reuss se extinguiera y ya no existiera ningún linaje secundario aparte de Reuss-Köstritz, el último linaje principal, se decidió que, mediante resolución del consejo familiar de junio. El 5 de noviembre de 1930 se añadió la palabra "J.L" al nombre de la casa Reuss, que continuará en el futuro. Los familiares han estado usando el nombre Príncipe o Princesa Reuss desde entonces. El jefe de la casa fue el único dentro de la familia que utilizó el título Fürst Reuß zu Köstritz, actualmente Príncipe Reuß. El conde Enrique XXIV de Reuss-Köstritz es el progenitor y ancestro común de todos los Reusses que aún viven. Para todos los miembros de este gran grupo familiar, los números ordinales sólo tienen el propósito de distinguir y no tienen importancia en relación con la sucesión, como es habitual en los círculos gobernantes.

## Historia
Enrique I de Reuss-Schleiz (1639-1692), conde desde 1673, introdujo la ley de primogenitura en 1679, mientras su hijo mayor seguía como gobernante de Reuss-Schleiz, él estableció el Paragium Reuß-Köstritz, un gobierno especial sin soberanía nacional, para el hijo menor de su tercer matrimonio. Consistía en las propiedades feudales Köstritz, Steinbrücken, Hohenleuben, Reichenfels, Niederböhmersdorf, Weißendorf, Göttendorf, Triebes y Langenwetzendorf compradas por Enrique I con todos los ingresos y derechos, con excepción de la soberanía estatal, que permaneció en Schleiz. Este hijo, el conde Enrique XXIV de Reuss-Köstritz (1681-1748), se convirtió en el fundador de la rama de Reuss-Köstritz y propietario del Paragium, entre 1692 a 1748, dado por Enrique I. De sus ocho hijos de su matrimonio con la baronesa Eleonore von Promnitz-Dittersbach (1688-1776), tres le sobrevivieron y fundaron varias ramas de la rama Köstritz.
Su segundo hijo, Enrique VI (1707-1783), fue el fundador de la rama más antigua y su hijo, Enrique XLIII (1752-1814) fue elevado a la categoría de príncipe imperial el 9 de abril de 1806 por el emperador Francisco II, con el título de Hochborn, línea más joven, príncipe Reuß zu Köstritz, conde y señor de Plauen, señor de Greiz, Kranichfeld, Gera, Schleiz y Lobenstein. Tres miembros de esta rama, como los príncipes Reuß zu Köstritz, fueron titulares de dotaciones feudales hasta 1878, cuando esta rama desapareció. Además del Paragium de Köstritz, poseían propiedades en Holstein (incluidas Warleberg, Quarnbek y Rathmannsdorf), la propiedad Drehna y Vetschau en Spreewald y, de la herencia de los condes Sinzendorf, las propiedades Ernstbrunn y Hagenberg en Baja Austria.
El hijo Enrique IX (1711-1780) del fundador se convirtió en el fundador de la rama media. Heredó las propiedades de su madre en Silesia y, como mariscal del Tribunal Supremo Real de Prusia y director general de Correos, fue uno de los asesores personales más cercanos del rey Federico II "el Grande". Su hijo Enrique XLIV (1753-1832) adquirió la dignidad principesca como Príncipe de Reuss-Köstritz el 6 de octubre de 1817. Su hija Augusta (1794-1855) fue la última duquesa consorte de Anhalt-Köthen a través de su matrimonio con Enrique de Anhalt-Köthen. Sus hermanos Enrique LXIII (1789-1841) y Enrique LXXIV (1798-1886) fundaron dos nuevas líneas de la rama media. De los hijos de Enrique LXIII, su hija Augusta de Reuss-Köstritz (1822-1862) se convirtió en Gran Duquesa de Mecklemburgo-Schwerin a través de su matrimonio con Federico Francisco II y su hijo Enrique IV (1821-1894), después de que la rama anterior se extinguiera en 1878, se convirtió en Príncipe de Reuss-Köstritz y propietario del Paragium de Köstritz. Su hija Leonor (1860-1917) se convirtió en reina (Zarina) de Bulgaria junto con Fernando I en 1908 . Su hermano Enrique XXIV (1855-1910), un talentoso compositor que dejó seis sinfonías, se instaló en Ernstbrunn, en la Baja Austria. Con su hijo Enrique XXXIX. (1891-1946) el gobierno de los recursos en Bad Köstritz terminó mediante la expropiación como parte de la reforma agraria. Las posesiones austríacas primero estuvieron bajo administración soviética y luego estadounidense. Su hijo Enrique IV (1919-2012), jefe de la casa (1946-2012), recibió las posesiones austriacas en 1955 según el tratado estatal y, a partir de 1957, convirtió el palacio de Ernstbrunn en una residencia. La antigua residencia en ruinas del castillo de Bad Köstritz fue demolida por etapas entre 1969 (ala oeste) y 1972 (ala principal). Del antiguo y magnífico complejo de cuatro alas del castillo de Köstritz sólo quedan la puerta de entrada y el parque del castillo; el castillo renacentista de Hohenleuben no fue completamente demolido hasta 1986. Otras posesiones de la primera línea de la rama media fueron Primkenau, Burkersdorf, Dittersbach, Trebschen, Radewitsch, Padligar, Ostritz, Giersdorf y Stonsdorf, cerca de Hirschberg en Silesia, Burkersdorf, Rugiswalde, Schönbach, Jänkendorf, Caana y Klipphausen en Sajonia, Harthe, Ober- y Nieder-Klemzig en la provincia de Brandeburgo y Tirschtiegel (desde 1816).
Las posesiones de la segunda línea de la rama media eran Jänkendorf (desde 1832/35), Neuhoff, Groß-Krauscha y Wiesenburg in der Mark.
Enrique XXIII (1722-1787), el hijo menor del fundador de Reuss-Köstritz, se convirtió en el fundador de la rama más joven. Su nieto, el conde Enrique II (1803-1852), asumió la dignidad principesca el 30 de junio de 1851. Después del primer estatus principesco para la rama más antigua en 1806, al que siguió en 1817 la aceptación de la dignidad principesca de la rama media, toda la línea Reuss-Köstritz había alcanzado el estatus principesco en 1855. Los nacidos posteriormente llevaban el título de Príncipe o Princesa Reuss de Köstritz y el tratamiento de "Eminencia". Por Orden Suprema del Gabinete del 2 de abril de 1886, al Príncipe Reuss de la Línea Paragiate de Köstritz se le concedió el rango de príncipes nacidos posteriormente de una casa soberana principesca en la corte imperial. Ocuparon el último lugar entre las casas soberanas pero por delante de las casas mediatizadas.

## Galería de residencias

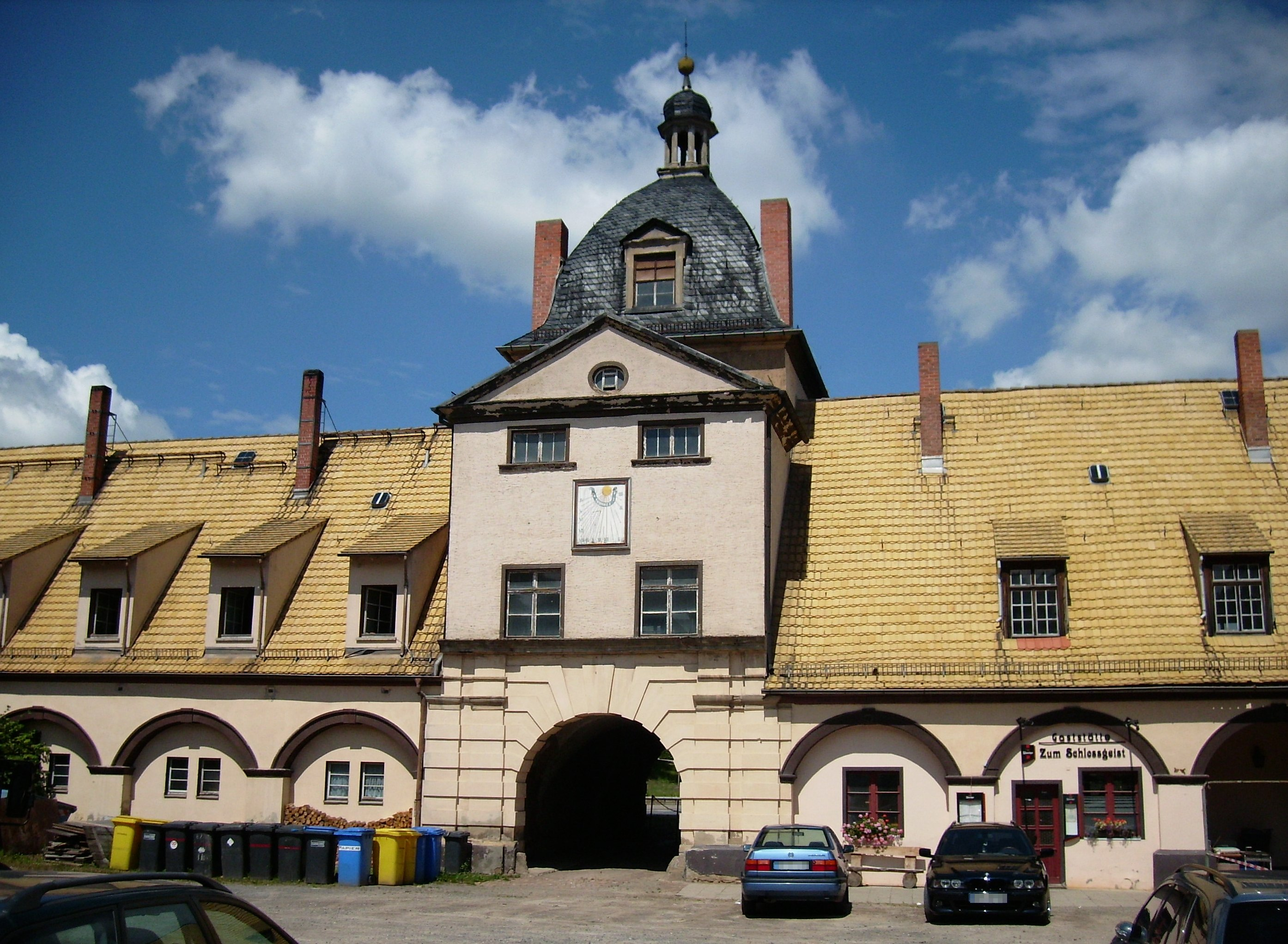
Schloss Köstritz (Torbau)
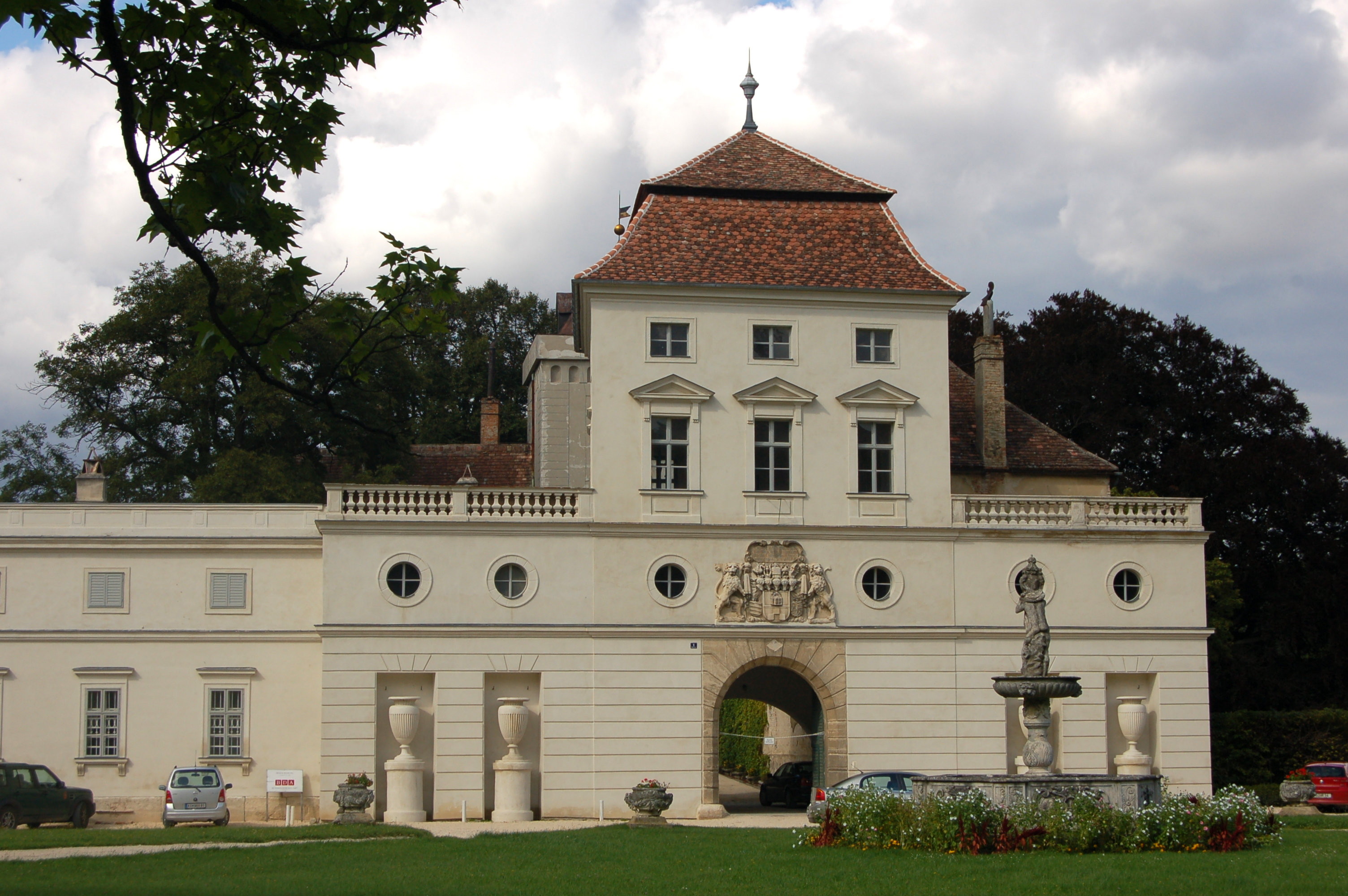
Schloss Ernstbrunn, Baja Austria (hoy sede de la familia)
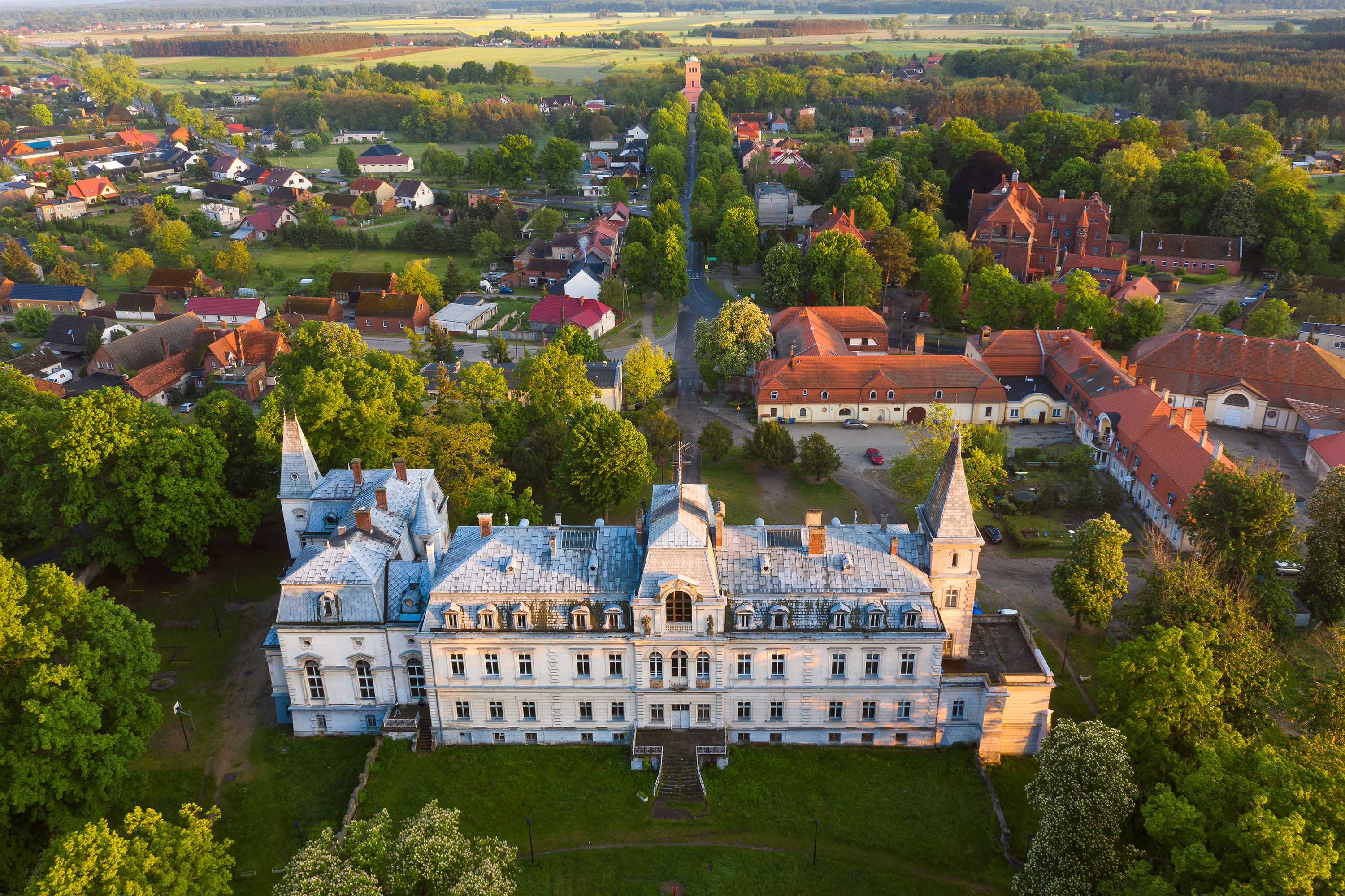
Castillo de Trebschen en Lebus (Polonia)
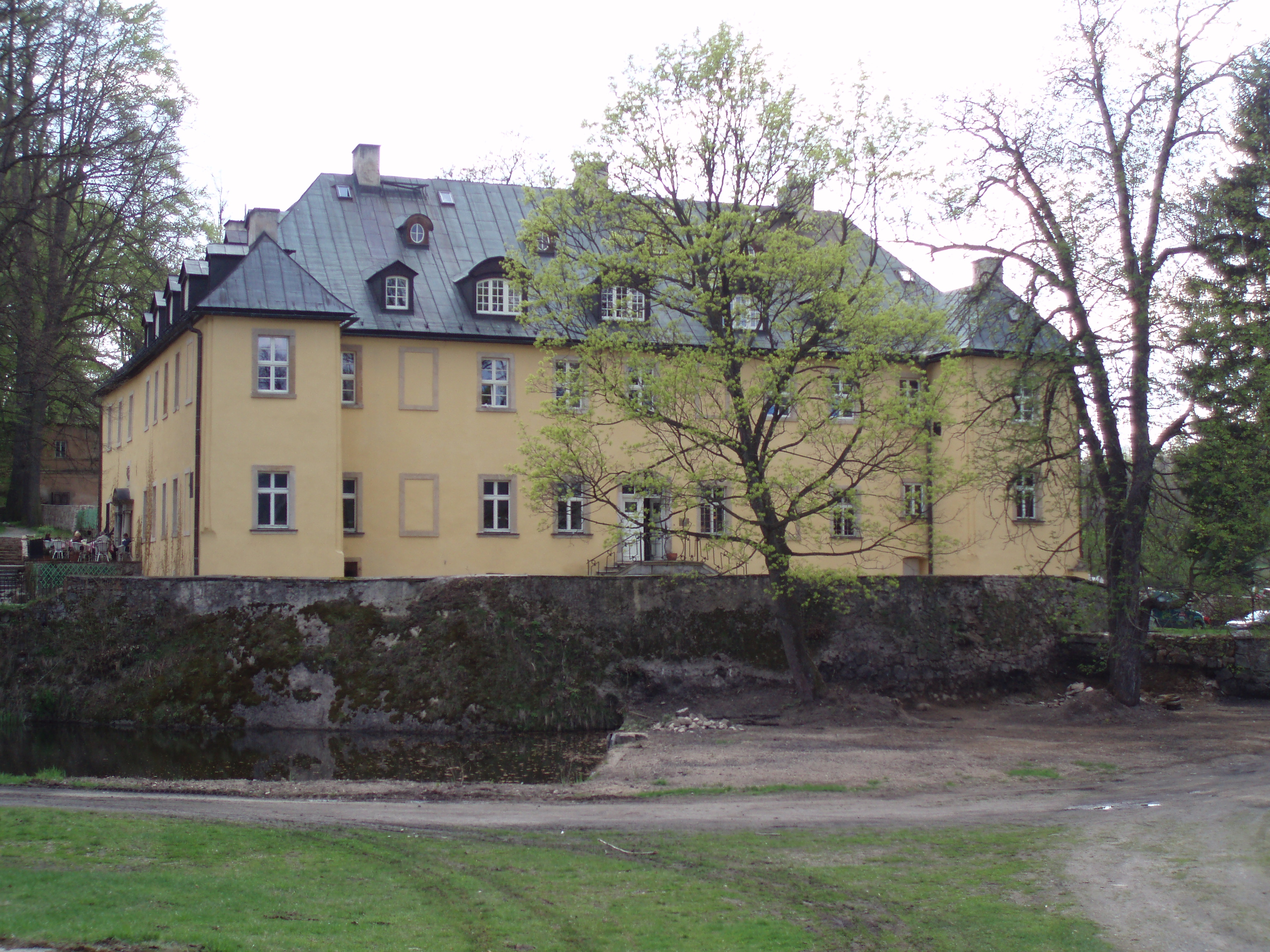
Castillo de Stonsdorf en Stonsdorf, Baja Silesia
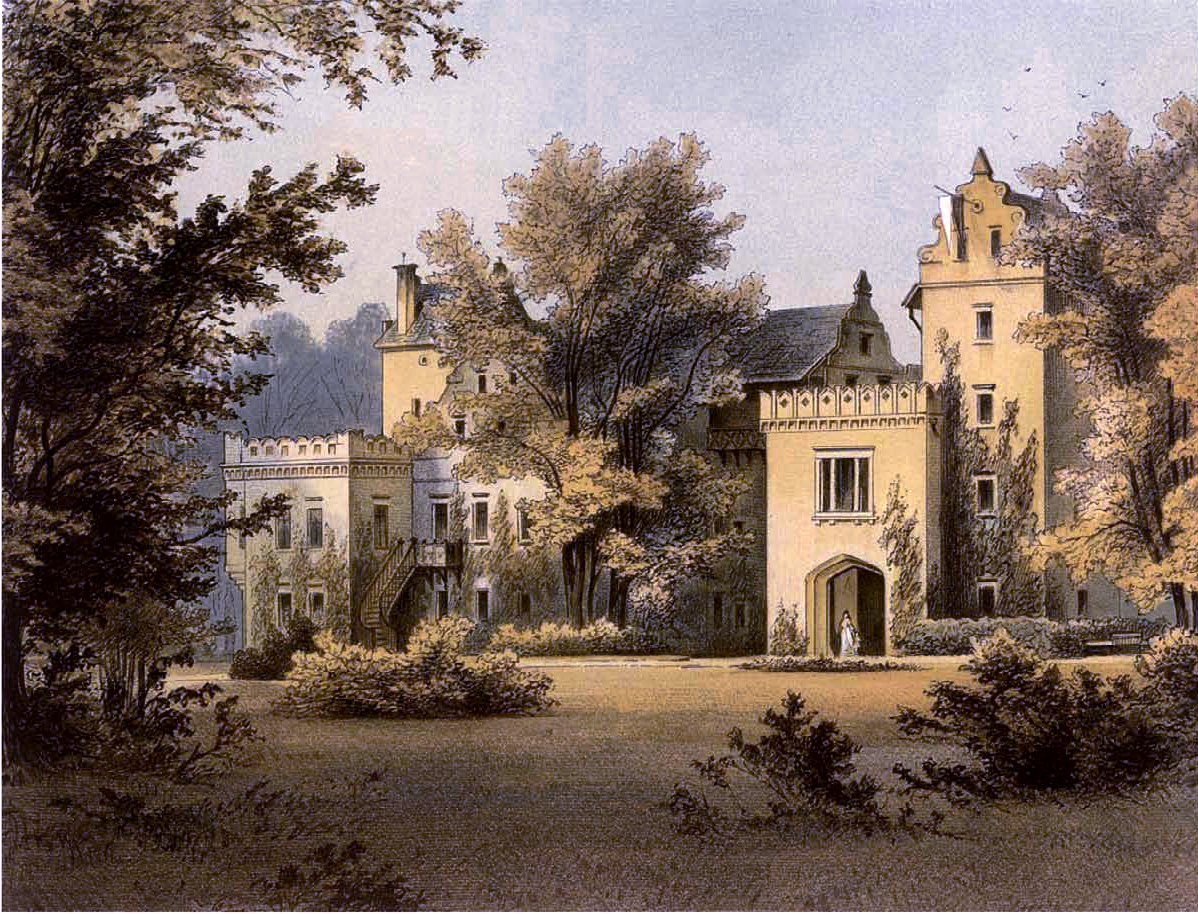
Castillo de Neuhoff, Baja Silesia
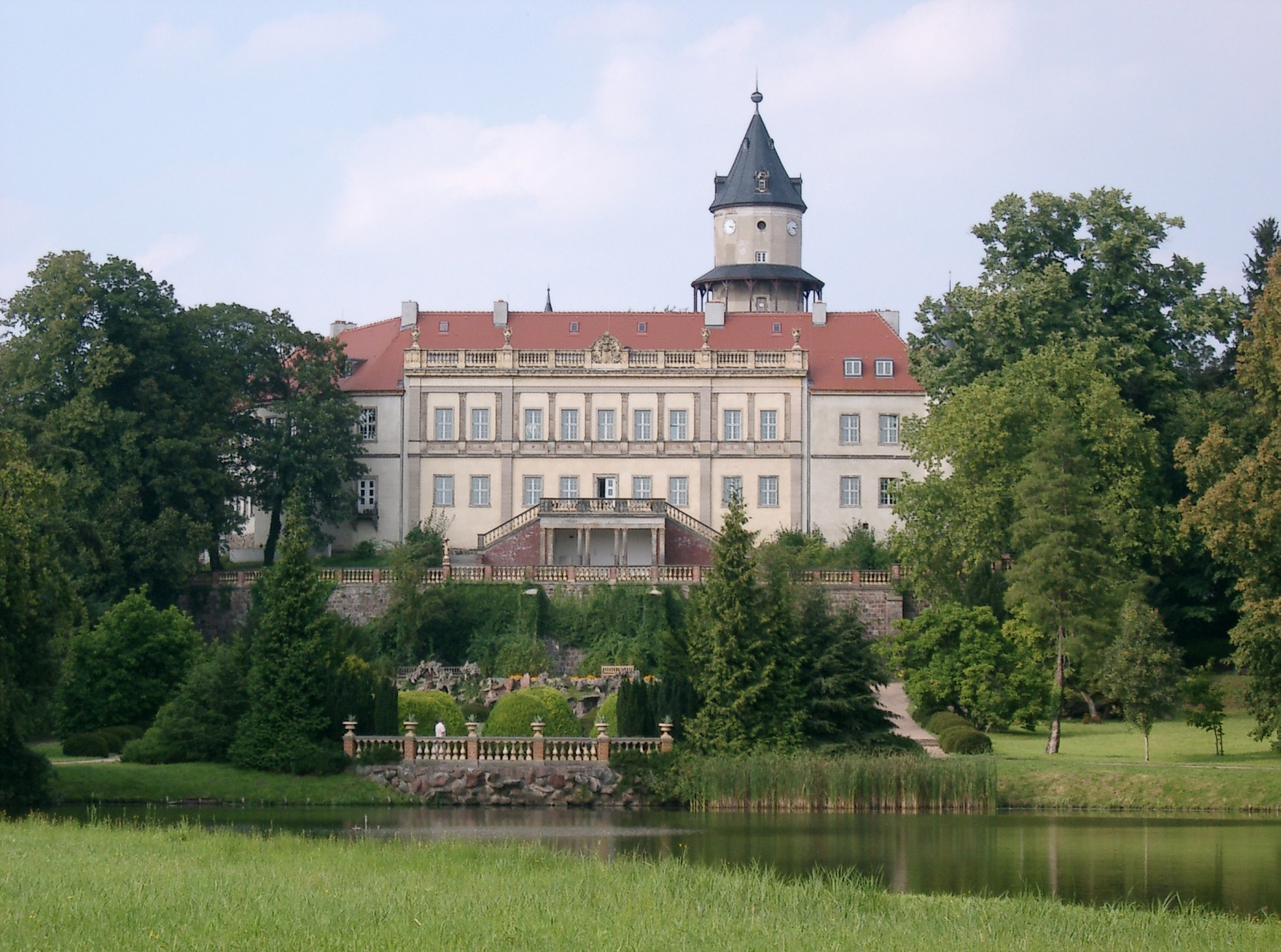
Castillo de Wiesenburg, Mark
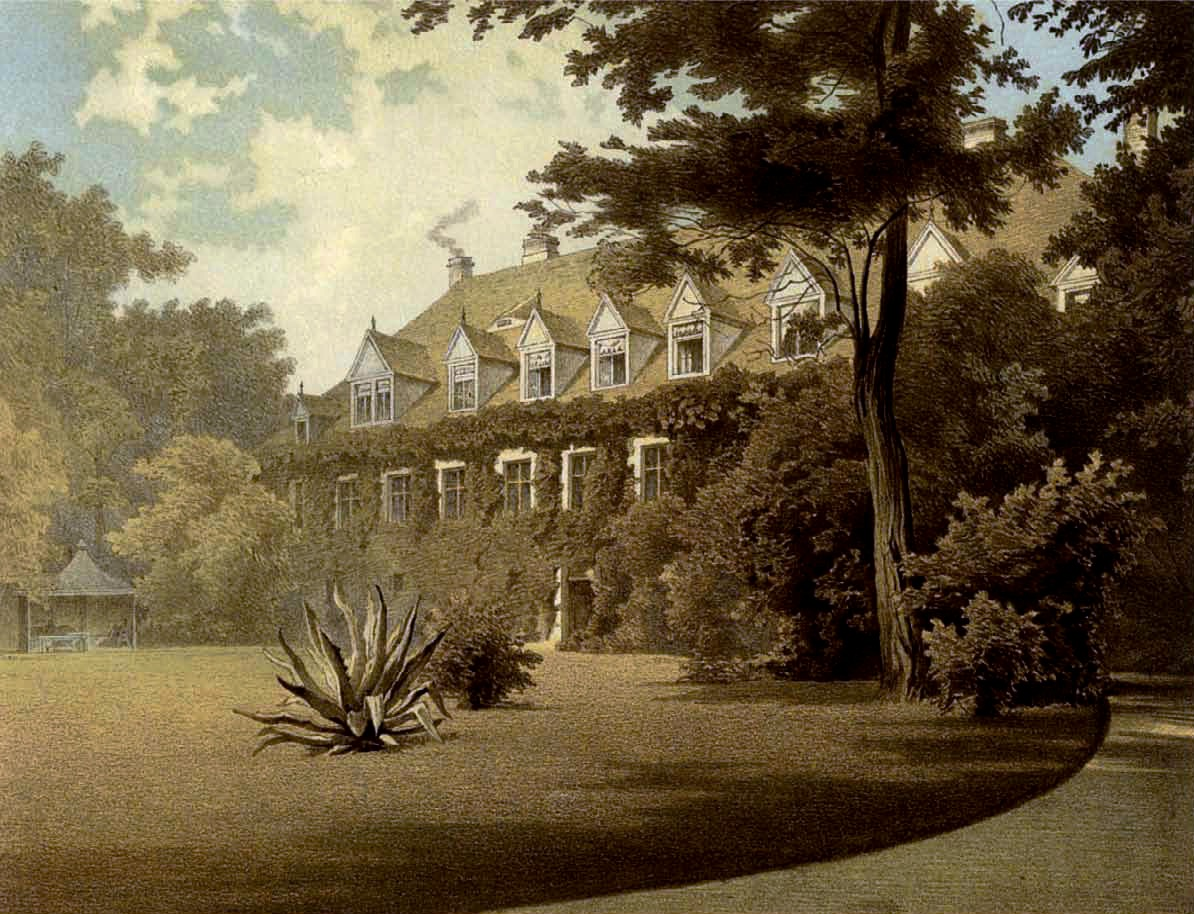
Castillo de Jänkendorf, Alta Lusacia
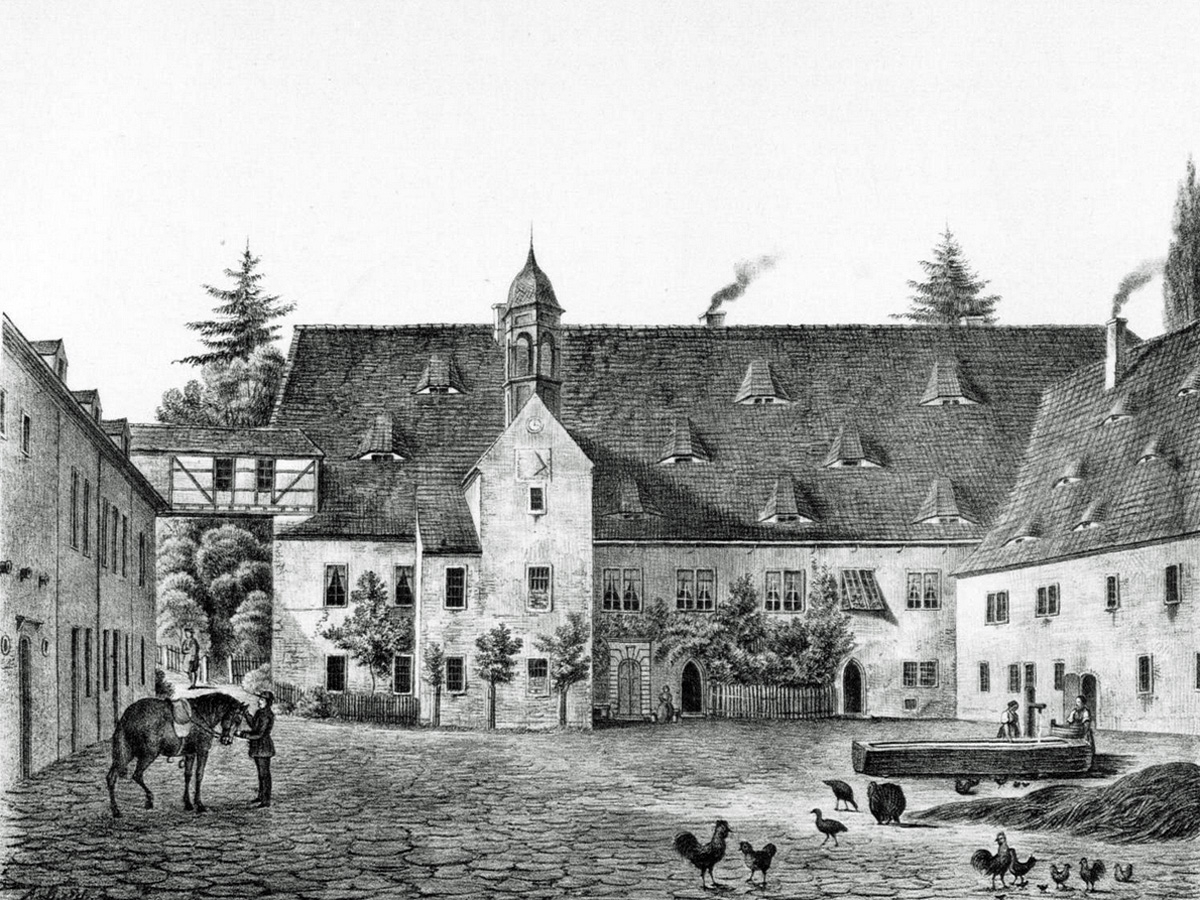
Castillo y finca de Klipphausen c. 1850

## Soberanos de Reuss-Köstritz
| Retrato                                                                                   | Nombre          | Reinado                                           | Consorte | Notas |
| ----------------------------------------------------------------------------------------- | --------------- | ------------------------------------------------- | --- | --- |
|                                                                                           | Enrique XXIV    | 18 de marzo de 1692-28 de julio de 1726           | Emilia Eleonora de Prommitz-Dittersbach                                                                                           | Obtuvo Köstritz tras la partición de Reuss-Schleiz.                                                                         |
| Tras la muerte de Enrique XXIV, sus descendientes fundarían tres ramas de Reuss-Köstritz. |                 |                                                   | | |
|                                                                                           | Enrique VI      | 24 de julio de 1748-1 de mayo de 1783             | Enriqueta Juana Francisca Susana Casado y Huguetan. Tuvieron siete hijos.                                                         | Sus descendientes fundaron la línea vieja de Reuss-Köstritz                                                                 |
|                                                                                           | Enrique IX      | 24 de julio de 1748-16 de septiembre de 1780      | Amalia Esperanza de Wartesleben-Flodroff. Tuvieron nueve hijos.                                                                   | Sus descendientes fundaron la línea media de Reuss-Köstritz                                                                 |
|                                                                                           | Enrique XXIII   | 24 de julio de 1748-3 de septiembre de 1787       | Ernestina Enriqueta de Schönburg-Forderglauchau. Tuvieron cinco hijos. Federica Dorotea de Brandestein. No tuvieron descendencia. | Sus descendientes fundaron la línea joven de Reuss-Köstritz                                                                 |
|                                                                                           | Enrique XXXVIII | 16 de septiembre de 1780-10 de abril de 1835      | Enriqueta Federica Ottilie de Schmettow-Stonsdorf. Tuvieron un hijo Juana Federica Fletcher                                       | Fue ascendido a príncipe en 1806. Fue sucedido por su sobrino Enrique LXIII de Reuss-Köstritz                               |
|                                                                                           | Enrique XLIII   | 1 de mayo de 1783-22 de septiembre de 1814        | Luisa Cristina de Reuss-Ebersdorf, tuvieron 5 hijos                                                                               | Fue ascendido a príncipe en 1806.                                                                                           |
|                                                                                           | Enrique XLVII   | 3 de septiembre de 1787-7 de marzo de 1833        | No se casó | Fue ascendido a príncipe en 1806 y fue sucedido por su hermano Enrique XLIX.                                                |
|                                                                                           | Enrique LXIV    | 22 de septiembre de 1814-15 de septiembre de 1856 | No se casó | Fue sucedido por su primo Enrique LXIX                                                                                      |
|                                                                                           | Enrique XLIX    | 7 de marzo de 1823-29 de febrero de 1840          | No se casó | Fue sucedido por su hermano Enrique LII.                                                                                    |
|                                                                                           | Enrique LXIII   | 10 de abril de 1835-27 de septiembre de 1841      | Eleonora de Stolberg-Wernigerode. Tuvieron seis hijos Carolina de Stolberg-Wernigerode. Tuvieron seis hijos.                      | Sobrino de Enrique XXXVIII.                                                                                                 |
|                                                                                           | Enrique LII     | 29 de febrero de 1840-23 de febrero de 1851       | No se casó | Fue sucedido por su sobrino Enrique LXXIII                                                                                  |
|                                                                                           | Enrique IV      | 27 de septiembre de 1841-25 de julio de 1894      | Luisa de Reuss-Greiz, tuvieron nueve hijos.                                                                                       | |
|                                                                                           | Enrique LXXIII  | 23 de febrero de 1851-16 de enero de 1855         | No se casó | Sobrino de Enrique LII; Fue sucedido por su sobrino Enrique XVIII                                                           |
|                                                                                           | Enrique XVIII   | 18 de enero de 1855-15 de agosto de 1911          | Carlota de Mecklenburgo-Schwerin, tuvieron tres hijos.                                                                            | Sobrino de Enrique LXXIII.                                                                                                  |
|                                                                                           | Enrique LXIX    | 15 de septiembre de 1856-1 de febrero de 1878     | Matilda Harriet Isabel Locke, no tuvieron hijos                                                                                   | Sobrino de Enrique XLIII y primo de Enrique LXIV. La línea mayor se extinguió tras su muerte.                               |
|                                                                                           | Enrique XXIV    | 25 de julio de 1894-2 de octubre de 1910          | Emma Isabel de Reuss-Köstritz (línea media), tuvieron cinco hijos.                                                                | |
|                                                                                           | Enrique XXXIX   | 2 de octubre de 1910-11 de noviembre de 1918      | Antoina Emma de Castell-Castell, tuvieron seis hijos                                                                              | Fue el último gobernante de la línea media. Tras la revolución de noviembre fue el jefe de su casa hasta su muerte en 1946  |
|                                                                                           | Enrique XXXVII  | 15 de agosto de 1911-11 de noviembre de 1918      | Friedka Mitoji, sin hijos. Estefanía de Hohenberg, tuvieron 2 hijos.                                                              | Fue el último gobernante de la línea joven. Tras la revolución de noviembre fue el jefe de su casa hasta su muerte en 1964. |

Los actuales jefes de la casa son dos, de la rama media el jefe es Enrique XIV (también jefe de la Casa Reuss), nieto de Enrique XXXIX de Reuss-Köstritz (línea media), en la rama joven es Enrique XI Licco, hijo del último príncipe Enrique XXXVII de Reuss-Köstritz